# Hoard (Wisconsin)
Hoard es un pueblo ubicado en el condado de Clark en el estado estadounidense de Wisconsin. En el Censo de 2010 tenía una población de 841 habitantes y una densidad poblacional de 9,13 personas por km².

## Geografía
Hoard se encuentra ubicado en las coordenadas 44°59′42″N 90°30′21″O / 44.99500, -90.50583. Según la Oficina del Censo de los Estados Unidos, Hoard tiene una superficie total de 92.07 km², de la cual 91.56 km² corresponden a tierra firme y (0.56%) 0.52 km² es agua.

## Demografía
Según el censo de 2010, había 841 personas residiendo en Hoard. La densidad de población era de 9,13 hab./km². De los 841 habitantes, Hoard estaba compuesto por el 97.86% blancos, el 0.59% eran afroamericanos, el 0.71% eran amerindios, el 0% eran asiáticos, el 0% eran isleños del Pacífico, el 0.36% eran de otras razas y el 0.48% pertenecían a dos o más razas. Del total de la población el 0.48% eran hispanos o latinos de cualquier raza.